# ヨーク岬 (グリーンランド)
ヨーク岬（ヨークみさき、英: Cape York）は、グリーンランド北西岸にあり、バフィン湾北部に面した岬。2度目の北極探検中のロバート・ピアリーが1894年に訪れた場所のひとつである。また、ヨーク岬隕石が発見された場所でもある。

## ギャラリー

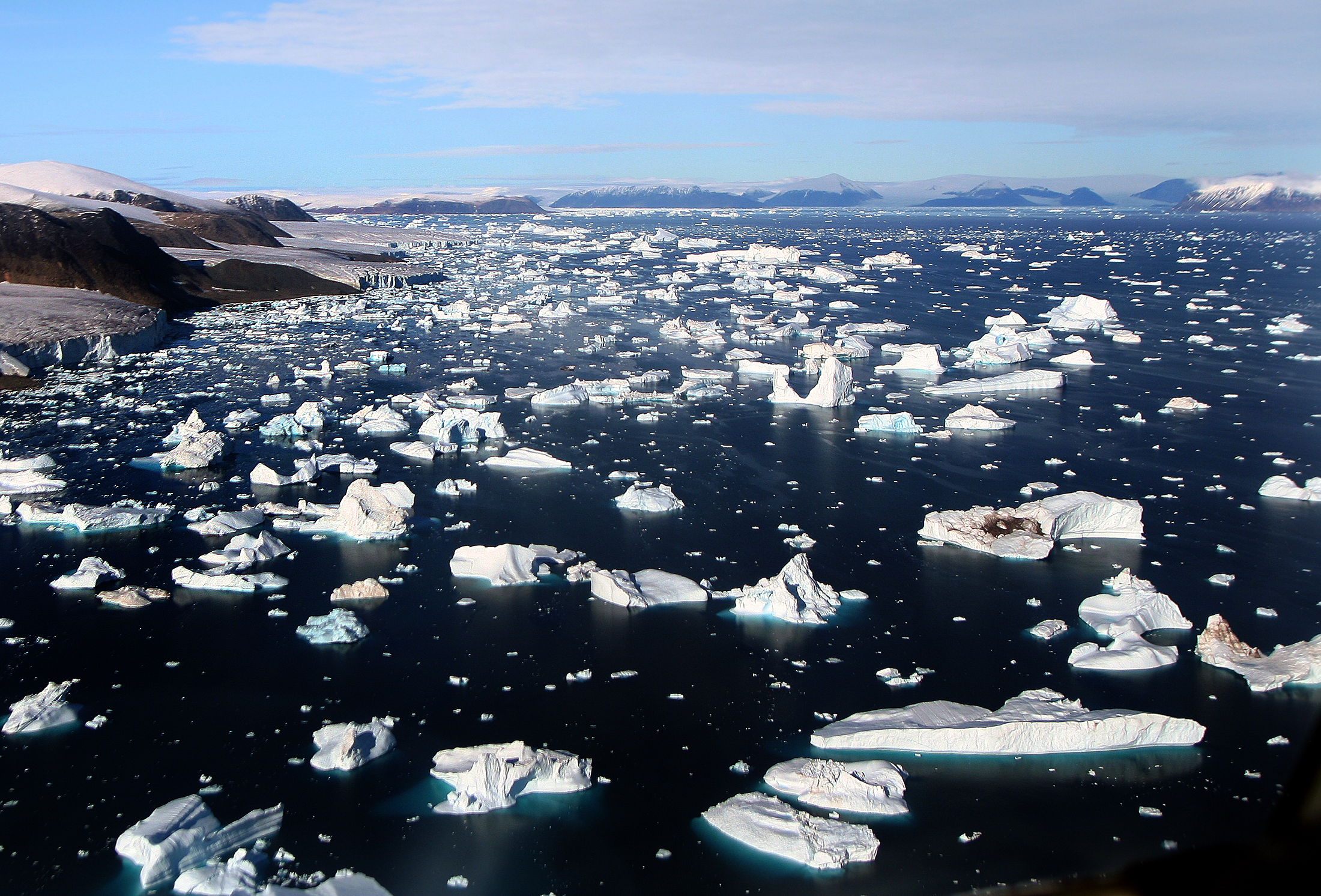
ヨーク岬の氷河と氷山
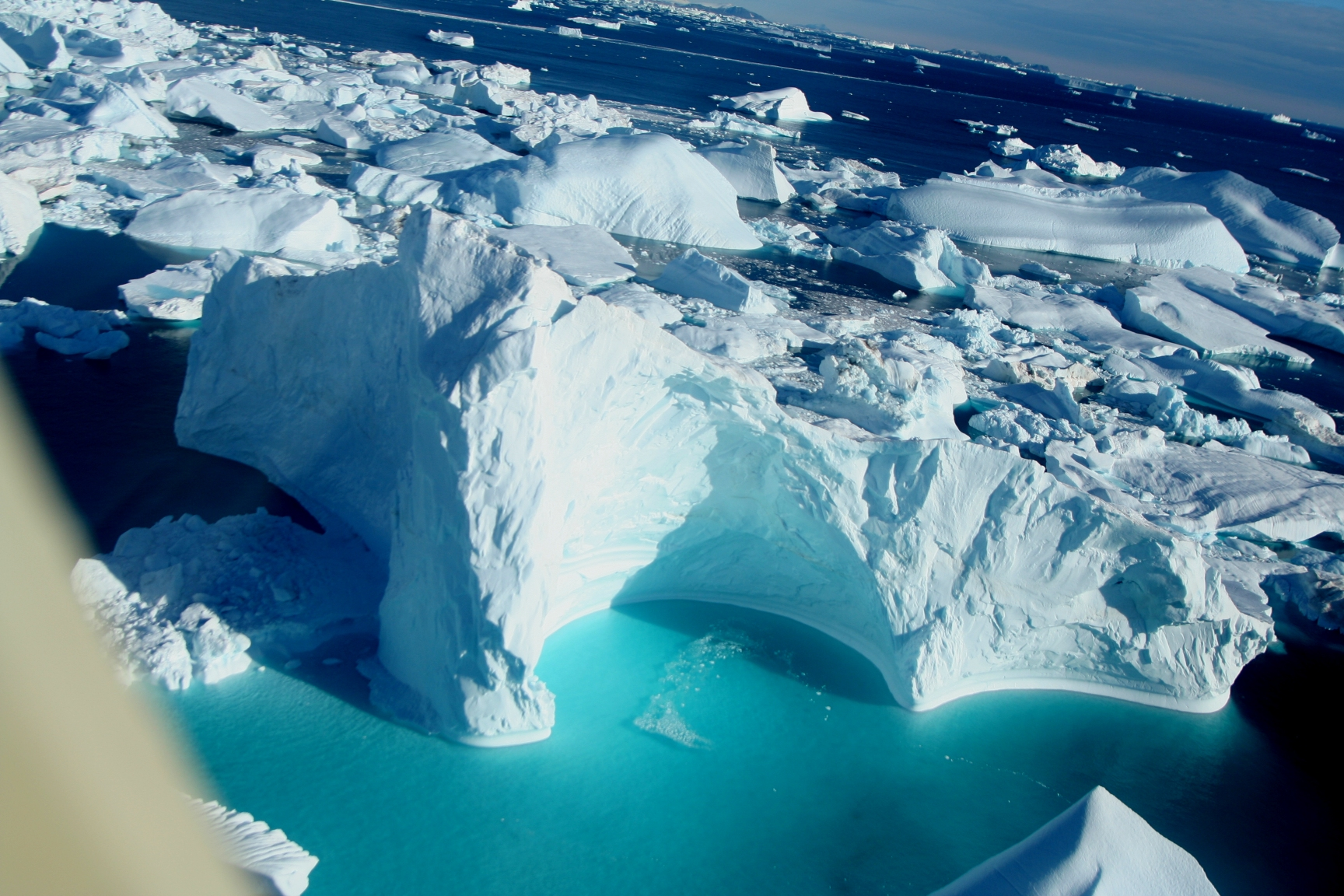
ヨーク岬付近の氷山
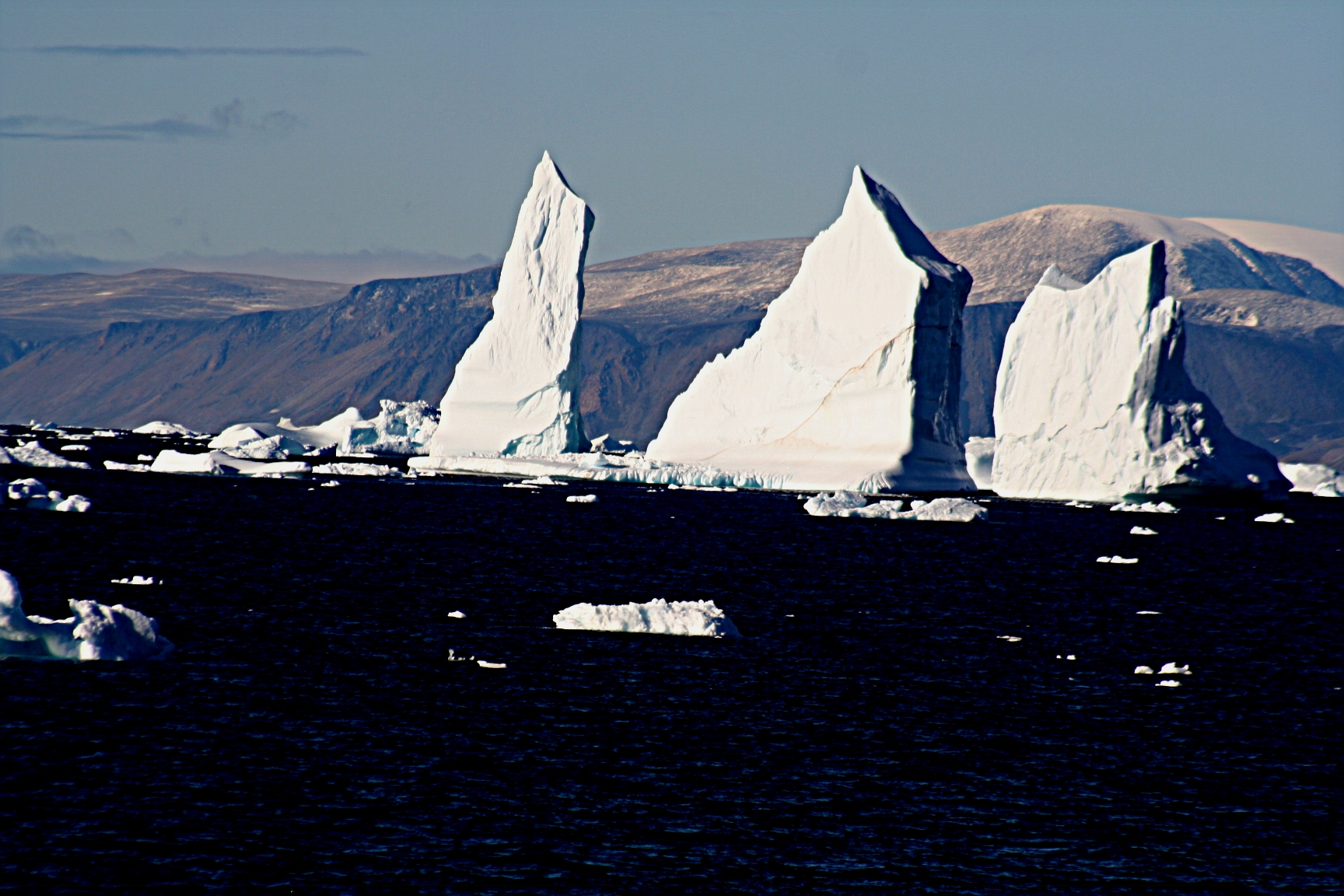
ヨーク岬
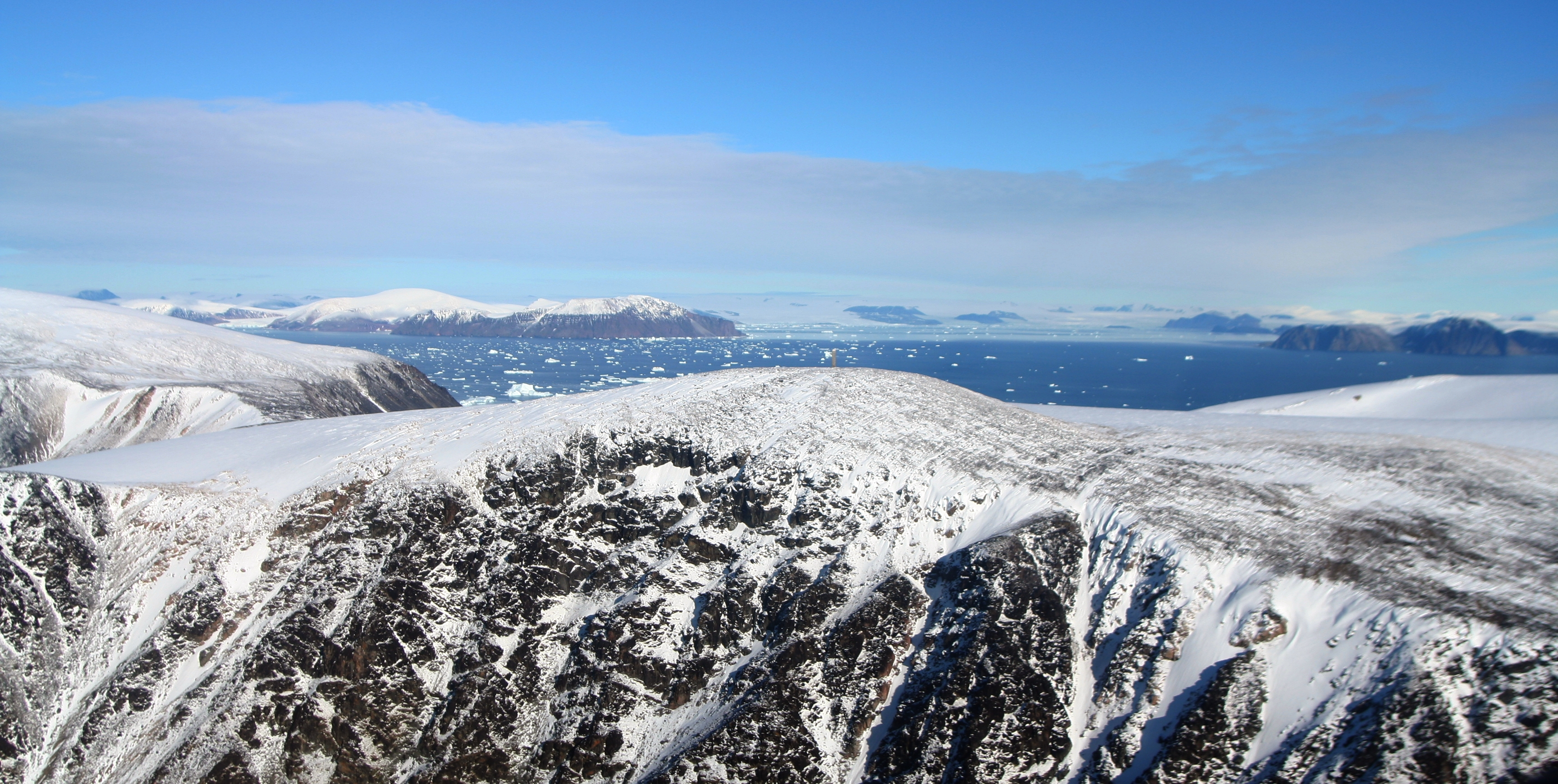
ヘリコプターから見たロバート・ピアリーの記念碑
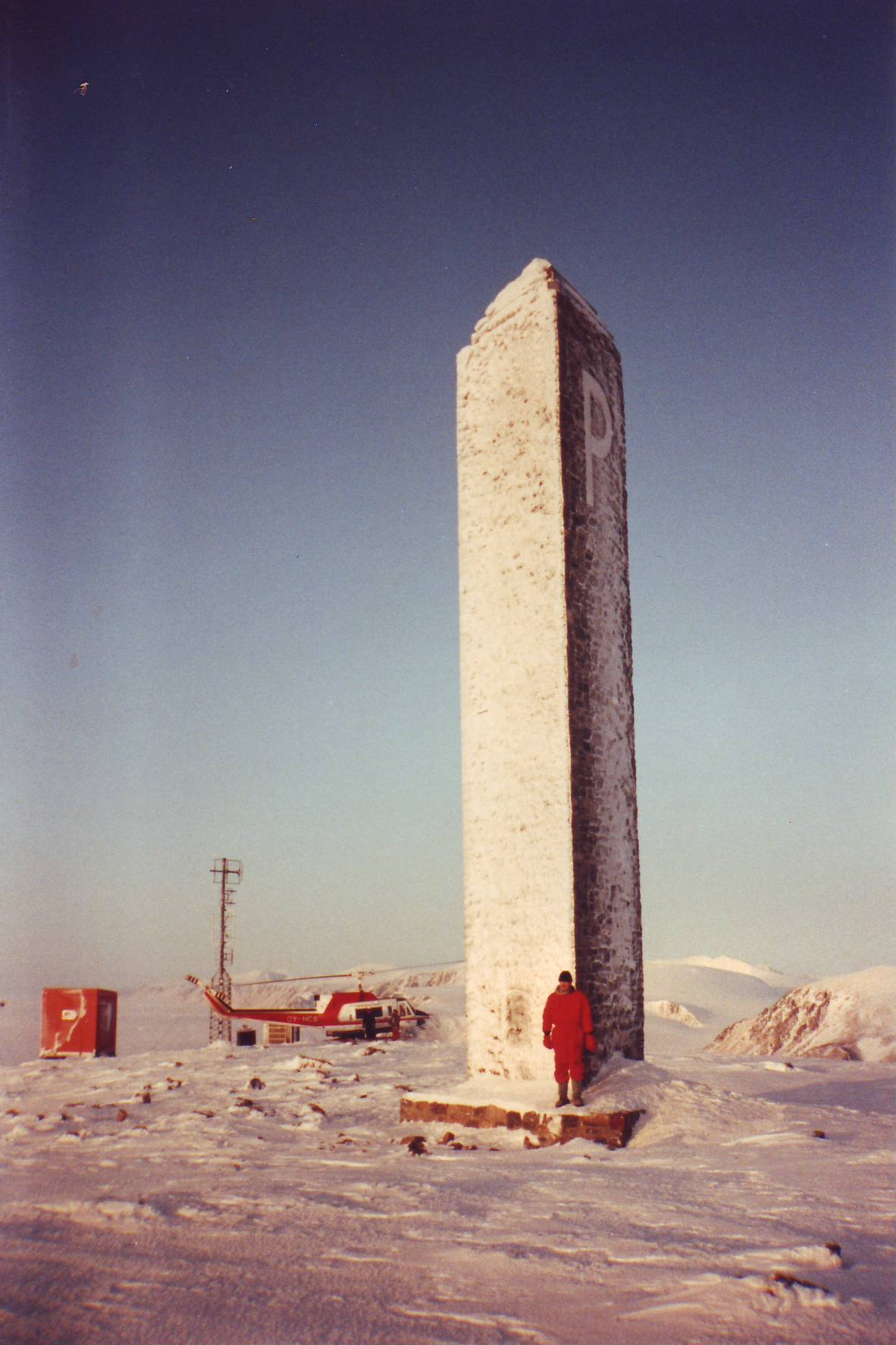
ヨーク岬のロバート・ピアリーの記念碑

座標: 北緯75度54分38.3秒 西経66度24分44.6秒 / 北緯75.910639度 西経66.412389度